# دیوید جی. لزار
دیوید جی. لزار (به انگلیسی: David J. Lesar) بازرگان، کارآفرین و مدیر ارشد اجرایی آمریکایی است، که از سال ۲۰۰۰ به‌عنوان مدیر عامل اجرایی و رئیس هیئت مدیره شرکت خدمات نفتی هالیبرتون فعالیت می‌کند.
لزار دانش‌آموخته رشته ام‌بی‌ای از دانشگاه ویسکانسین-مدیسن است. وی عضو هیئت مدیره شرکت لیوندل‌باسل بوده، همچنین یکی از اعضای هیئت رئیسه شورای آمریکا-ایران نیز می‌باشد.